# 1. Division 1934-1935
La 1. Division 1934-1935 è stata la 25ª edizione della seconda serie del campionato lussemburghese di calcio. La stagione è iniziata il 26 agosto 1934 ed è terminata l'11 febbraio 1935. Le squadre Fola Esch, AS Differdange e The National Schifflange hanno raggiunto la promozione in Division d'Honneur 1934-1935.

## Stagione

### Formula
2 punti alla vittoria, un punto al pareggio, nessun punto alla sconfitta.
Le 8 squadre partecipanti si affrontano in un girone di andata e ritorno, per un totale di 14 giornate.

Le prime due classificate sono promosse direttamente in Division d'Honneur. La terza e la quarta classificata parteciperanno ad un quadrangolare insieme ale due
ultime squadre classificate della Division D'Honneur, per stabilire le altre due squadre che parteciperanno alla Division d'Honneur 1935-1936

## Classifica finale
|  | Pos. | Squadra                  | Pt | G  | V  | N | P  | GF | GS | DR   |
|  | ---- | ------------------------ | -- | -- | -- | - | -- | -- | -- | ---- |
|  | 1.   | Fola Esch                | 22 | 14 | 10 | 2 | 2  | 60 | 22 | +38. |
|  | 2.   | Differdange              | 19 | 14 | 8  | 3 | 3  | 36 | 18 | +18. |
|  | 3.   | The National Schifflange | 19 | 14 | 9  | 1 | 4  | 40 | 14 | +26. |
|  | 4.   | Stade Dudelange          | 19 | 14 | 9  | 1 | 4  | 36 | 21 | +15. |
|  | 5.   | Pétange                  | 10 | 14 | 3  | 4 | 7  | 28 | 51 | -23. |
|  | 6.   | Chiers Rodange           | 9  | 14 | 4  | 1 | 9  | 26 | 42 | -16. |
|  | 7.   | Alliance Dudelange       | 7  | 14 | 3  | 1 | 10 | 33 | 56 | -23. |
|  | 8.   | Avenir Beggen            | 7  | 14 | 3  | 1 | 10 | 25 | 60 | -35. |

Legenda:

      Promosse in Ehrendivision 1933-1934

      Spareggi Promozione

## Spareggi Promozione
| Squadra 1        | Risultato | Squadra 2                |
| ---------------- | --------- | ------------------------ |
| 27 gennaio 1935  |           |                          |
| Differdange      | 4 − 0     | Stade Dudelange          |
| 17 febbraio 1935 |           |                          |
| Differdange      | 2 − 2     | The National Schifflange |
| 26 febbraio 1935 |           |                          |
| Stade Dudelange  | 2 − 1     | The National Schifflange |

## Classifica finale
|  | Pos. | Squadra                  | Pt | G | V | N | P | GF | GS | DR  |
|  | ---- | ------------------------ | -- | - | - | - | - | -- | -- | --- |
|  | 1.   | Differdange              | 3  | 2 | 1 | 1 | 0 | 6  | 2  | +4. |
|  | 2.   | Stade Dudelange          | 2  | 2 | 1 | 0 | 1 | 2  | 5  | -3. |
|  | 3.   | The National Schifflange | 1  | 2 | 0 | 1 | 1 | 3  | 4  | -1. |

Legenda:
      Promosse in Ehrendivision 1935-1936

      Ai play-off Promozione

## Play-off Promozione
| Squadra 1                | Risultato | Squadra 2                |
| ------------------------ | --------- | ------------------------ |
| 27 gennaio 1935          |           |                          |
| The National Schifflange | 2 − 1     | Stade Dudelange          |
| Progrès Niedercorn       | 4 − 1     | Stade Dudelange          |
| The National Schifflange | 3 − 2     | Progrès Niedercorn       |
| Aris Bonnevoie           | 3 − 1     | Progrès Niedercorn       |
| Aris Bonnevoie           | 5 − 1     | Stade Dudelange          |
| Aris Bonnevoie           | n.d.      | The National Schifflange |

## Classifica finale
|  | Pos. | Squadra                  | Pt | G | V | N | P | GF | GS | DR  |
|  | ---- | ------------------------ | -- | - | - | - | - | -- | -- | --- |
|  | 1.   | Aris Bonnevoie           | 4  | 2 | 2 | 0 | 0 | 8  | 2  | +6. |
|  | 2.   | The National Schifflange | 4  | 2 | 2 | 0 | 0 | 5  | 3  | +2. |
|  | 3.   | Progrès Niedercorn       | 2  | 3 | 1 | 0 | 2 | 7  | 7  | 0.  |
|  | 3.   | Stade Dudelange          | 0  | 3 | 0 | 0 | 3 | 3  | 11 | -8. |

Legenda:

      Promosse in Ehrendivision 1935-1936

### Calendario
| Andata (1ª)  | Andata (1ª) | Prima giornata      | Ritorno (8ª) | Ritorno (8ª) |
|              |             |                     |              |              |
| 26 ago. 1934 | 2-2         | AS Differdange-Fola | 2-1          | 28 ott. 1934 |
| 26 ago. 1934 | 5-2         | Avenir-Chiers       | 1-4          | 28 ott. 1934 |
| 26 ago. 1934 | 2-3         | National-Petange    | 1-0          | 28 ott. 1934 |
| 26 ago. 1934 | 4-1         | Stade-Alliance      | 4-2          | 28 ott. 1934 |

| Andata (2ª) | Andata (2ª) | Seconda giornata        | Ritorno (9ª) | Ritorno (9ª) |
|             |             |                         |              |              |
| 2 set. 1934 | 1-2         | Alliance-AS Differdange | 1-7          | 11 nov. 1934 |
| 2 set. 1934 | 1-2         | Chiers-National         | 1-4          | 11 nov. 1934 |
| 2 set. 1934 | 4-2         | Fola-Avenir             | 10-2         | 11 nov. 1934 |
| 2 set. 1934 | 1-4         | Petange-Stade           | 0-4          | 11 nov. 1934 |

| Andata (3ª) | Andata (3ª) | Terza giornata         | Ritorno (10ª) | Ritorno (10ª) |
|             |             |                        |               |               |
| 9 set. 1934 | 1-5         | Alliance-Fola          | 1-5           | 18 nov. 1934  |
| 9 set. 1934 | 2-2         | AS Differdange-Petange | 4-2           | 18 nov. 1934  |
| 9 set. 1934 | 5-0         | National-Avenir        | 6-0           | 18 nov. 1934  |
| 9 set. 1934 | 0-3         | Stade-Chiers           | 5-1           | 18 nov. 1934  |

| Andata (4ª)  | Andata (4ª) | Quarta giornata       | Ritorno (11ª) | Ritorno (11ª) |
|              |             |                       |               |               |
| 16 set. 1934 | 1-6         | Avenir-Stade          | 1-2           | 25 nov. 1934  |
| 16 set. 1934 | 0-1         | Chiers-AS Differdange | 3-1           | 25 nov. 1934  |
| 16 set. 1934 | 1-0         | Fola-National         | 3-1           | 25 nov. 1934  |
| 16 set. 1934 | 4-4         | Petange-Alliance      | 2-10          | 25 nov. 1934  |

| Andata (5ª)  | Andata (5ª) | Quinta giornata       | Ritorno (12ª) | Ritorno (12ª) |
|              |             |                       |               |               |
| 23 set. 1934 | 1-2         | Alliance-Chiers       | 3-2           | 9 dic. 1934   |
| 23 set. 1934 | 7-0         | AS Differdange-Avenir | 0-2           | 9 dic. 1934   |
| 23 set. 1934 | 1-7         | Petange-Fola          | 1-5           | 9 dic. 1934   |
| 23 set. 1934 | 0-1         | Stade-National        | 0-3           | 9 dic. 1934   |

| Andata (6ª)  | Andata (6ª) | Sesta giornata          | Ritorno (13ª) | Ritorno (13ª) |
|              |             |                         |               |               |
| 30 set. 1934 | 2-5         | Avenir-Alliance         | 3-2           | 16 dic. 1934  |
| 30 set. 1934 | 1-1         | Chiers-Petange          | 1-3           | 16 dic. 1934  |
| 30 set. 1934 | 0-0         | National-AS Differdange | 1-4           | 16 dic. 1934  |
| 30 set. 1934 | 2-2         | Stade-Fola              | 2-1           | 16 dic. 1934  |

| Andata      | Andata | Settima giornata     | Ritorno | Ritorno      |
|             |        |                      |         |              |
| 7 ott. 1934 | 1-8    | Alliance-National    | 0-6     | 31 dic. 1934 |
| 7 ott. 1934 | 4-1    | AS Differdange-Stade | _-_     | 31 dic. 1934 |
| 7 ott. 1934 | 3-1    | Petange-Avenir       | 5-5     | 31 dic. 1934 |
| 7 ott. 1934 | _-_    | Fola-Chiers          | 8-0     | 31 dic. 1934 |